# Ectropothecium sublimatum
Ectropothecium sublimatum là một loài Rêu trong họ Hypnaceae. Loài này được (Lorentz) Paris mô tả khoa học đầu tiên năm 1896.